# Simone Silva
Simone Silva, eigentlich Martha Simone de Bouillard, (geboren 15. August 1928 in Kairo, Ägypten; gestorben 30. November 1957 in London) war ein französisches Starlet. 1954 geriet Silva kurzzeitig in die Schlagzeilen, als sie bei den Filmfestspielen von Cannes oben ohne an der Seite des US-amerikanischen Schauspielers Robert Mitchum für die Fotografen posierte.

## Biographie
Simone Silva war die Tochter französisch-italienischer Eltern und wurde in Ägypten geboren. 1946 zog sie von Kairo nach England, nachdem sie den Engländer James Silver geheiratet hatte, der in der Filmindustrie tätig war; 1953 wurde die Ehe geschieden.
Ab Beginn der 1950er Jahre verdiente die rothaarige Silva ihren Lebensunterhalt als Fotomodell für sogenannte Cheesecake-Magazines, in denen Pin-up-Fotos von leicht bekleideten Frauen veröffentlicht wurden, die aber nicht als anstößig galten. 1950 erhielt sie ihre erste von mehreren kleinen Nebenrollen, die sie in den nächsten Jahren spielen sollte, hauptsächlich in B-Movies. 1953 spielte sie an der Seite von Lloyd Bridges in dem Krimi Third Party Risk. Im Juli 1954 waren Fotos von ihr als Salome mit den sieben Schleiern im Playboy zu sehen.
Am 30. November 1957 wurde Simone Silva tot in ihrer Wohnung im Londoner Stadtteil Mayfair aufgefunden. Eine Autopsie ergab, dass sie einen Schlaganfall erlitten hatte, als dessen Ursache rigorose Crash-Diäten vermutet wurden, die sie durchgeführt hatte, um wieder Filmrollen zu erhalten. Gerüchten zufolge soll sie allerdings Suizid begangen haben, da sie durch die Diäten geschwächt und depressiv geworden war. Silva wurde 29 Jahre alt.

## Skandal in Cannes
Im März 1954 reiste Simone Silva nach Cannes zu den dortigen Filmfestspielen, wo sie zur Miss Festival 1954 erwählt wurde. In dieser Eigenschaft sollte sie gemeinsam mit Robert Mitchum am Strand einer der Lérins-Inseln vor der Côte d’Azur für Pressefotos posieren. Während des Fototermins streifte Simone Silva, die ansonsten ein kurzes Strohröckchen trug, ihr Oberteil aus zwei rosafarbenen schmalen Stoffstreifen ab und bedeckte ihre nackten Brüste mit den Händen. Es heißt, dass Mitchum überrascht und verärgert war, zumal seine Ehefrau Dorothy daneben stand. Das Gerangel der Fotografen um die besten Aufnahmen von dieser Szene war so groß, dass sich mehrere verletzten; einer brach sich einen Arm, ein anderer ein Bein. Die  Fotos dieses „Skandals“ wurden weltweit veröffentlicht. Die Festivaldirektion zeigte sich verärgert, und Simone Silva musste das Festival verlassen. Später galt der Vorfall als eines der Ereignisse, die die Festspiele von Cannes in den 1950er Jahren international bekannt machten.
Silva selbst sagte anschließend, sie habe geglaubt, dass dieser Oben-Ohne-Auftritt ihrer Karriere helfen würde: „Ich wollte nach Hollywood gehen – und schließlich wurde Marilyn Monroe berühmt, nachdem sie nackt für einen Kalender posiert hatte. Was war daran schlimm?“ Stattdessen lehnten es die Behörden der USA wegen dieses Vorfalls, der sogar Thema im Kongress war, ab, ihr eine Green Card zu erteilen, nachdem sie zunächst mit einem Touristenvisum in die USA eingereist war: „My Hollywood bubble has burst.“ („Mein Traum von Hollywood ist geplatzt.“) Später behauptete Simone Silva in einem Interview, nicht sie selbst habe sich das Oberteil abgestreift, sondern Robert Mitchum.

## Rezeption
Der britische Maler Arnold Henry Mason erschuf nach Simone Silvas Tod das Bild Young woman with a fan, the late Simone Silva. 2015 verarbeitete die französische Autorin Jessica L. Nelson die Lebensgeschichte von Silva in ihrem Roman Tandis que je me dénude.